# Barbadillo de Herreros
Barbadillo de Herreros – gmina w Hiszpanii, w prowincji Burgos, w Kastylii i León, o powierzchni 64,16 km². W 2011 roku gmina liczyła 121 mieszkańców.